# Harakiri (album Serj Tankian)
Harakiri è il terzo album in studio del cantautore statunitense Serj Tankian, pubblicato il 10 luglio 2012 dalla Serjical Strike Records.

## Descrizione
Harakiri è stato il primo dei quattro album annunciati da Tankian (successivamente pubblicati a partire dall'anno seguente) e come i due album precedenti, Harakiri è stato prodotto interamente dal cantautore statunitense nel proprio studio di registrazione di Los Angeles. Il cantante ha descritto Harakiri come «il disco punk rock più uptempo che abbia scritto e che racchiude molte tematiche interessanti, dall'ambiente fino ai temi caldi del mondo», motivando anche la scelta del titolo:

L'album si differenzia inoltre da quelli precedenti per il fatto che alcune tracce sono state composte mediante l'ausilio di un iPad. Al riguardo, Tankian ha affermato:
Tutti i brani, interamente scritti, eseguiti e prodotti da Tankian, sono stati registrati e missati presso i Serjical Strike Studio di Los Angeles e masterizzati presso i Masterdisk di New York. Come quanto accaduto con Imperfect Harmonies, i componenti degli F.C.C. hanno collaborato all'esecuzione della strumentazione aggiuntiva di gran parte dei brani.

## Pubblicazione
Harakiri è stato pubblicato il 10 luglio 2012 nei formati CD e download digitale. Per quest'ultima versione è stata commercializzata anche una versione Deluxe che contiene due bonus track.
L'album è stato anticipato dal primo singolo Figure It Out, pubblicato inizialmente per il download digitale il 1º maggio 2012. Per esso è stato inoltre un video musicale, diretto da Ara Soudjian e pubblicato il 25 maggio 2012. Il 4 giugno è stato reso disponibile per il download gratuito il secondo singolo Cornucopia, successivamente pubblicato sull'iTunes Store il 12 dello stesso mese.
Il 10 luglio è stato pubblicato in anteprima sul sito di Rolling Stone il video dell'omonimo Harakiri; due giorni più tardi è stato pubblicato sul canale YouTube di Tankian il video di Occupied Tears mentre il 18 dello stesso mese è stato pubblicato in anteprima su Alternative Press il video di Uneducated Democracy.
Il 13 aprile 2019, in occasione dell'annuale Record Store Day, l'album è stato commercializzato anche in edizione vinile.

## Tracce
Testi e musiche di Serj Tankian, eccetto dove indicato.
1. Cornucopia – 4:28
2. Figure It Out – 2:53
3. Ching Chime – 4:06
4. Butterfly – 4:10
5. Harakiri – 4:19
6. Occupied Tears – 4:22
7. Deafening Silence – 4:17
8. Forget Me Knot – 4:27
9. Reality TV – 4:10
10. Uneducated Democracy – 3:59
11. Weave On – 4:09 (testo: Steven Sater)

Traccia bonus nell'edizione giapponese
1. Revolver (Bonus Track) – 2:31

Tracce bonus nelle edizioni deluxe digitale e LP
1. Revolver – 2:31
2. Tyrant's Gratitude – 2:38 (testo: Steven Sater)

## Formazione
Musicisti
- Serj Tankian – voce, chitarra, basso, pianoforte, campionatore, programmazione
- Dan Monti – chitarra aggiuntiva
- Mario Pagliarulo – basso aggiuntivo
- Troy Zeigler – batteria (eccetto traccia 11)
- Andrew Kzirian – oud (traccia 3)
- Angela Madatyan – voce aggiuntiva (traccia 7)
- Charlie Chronopoulos – chitarra aggiuntiva (traccia 11)
- Jeff Muzerolle – batteria (traccia 11)
- David Finch – violino aggiuntivo (traccia 11)
- Tom Duprey, Vincent Pedulla, Robert Simring – strumentazione aggiuntiva (traccia 11)

Produzione
- Serj Tankian – produzione, ingegneria del suono, missaggio
- Dan Monti – ingegneria del suono, missaggio
- Chad Bamford – ingegneria della batteria
- Ryan Kennedy – assistenza tecnica
- Vlado Meller – mastering

## Classifiche
| Classifica (2012)          | Posizione massima |
| -------------------------- | ----------------- |
| Austria                    | 10                |
| Belgio (Fiandre)           | 128               |
| Belgio (Vallonia)          | 39                |
| Canada                     | 15                |
| Finlandia                  | 16                |
| Francia                    | 37                |
| Germania                   | 12                |
| Italia                     | 36                |
| Nuova Zelanda              | 27                |
| Regno Unito                | 87                |
| Regno Unito (rock & metal) | 3                 |
| Stati Uniti                | 29                |
| Stati Uniti (alternative)  | 7                 |
| Stati Uniti (hard rock)    | 3                 |
| Stati Uniti (rock)         | 8                 |
| Svizzera                   | 13                |